# WSU Bölcsészet- és Természettudományi Főiskola
A Washingtoni Állami Egyetem Bölcsészet- és Természettudományi Főiskolája az intézmény pullmani campusán működik.

## Tanszékek
Az iskola az alábbi tanszékekből áll:
- Antopológiai Tanszék
- Ázsia Program
- Biológiatudományi Tanszék
- Kémiai Tanszék
- Büntetőjogi és Kriminológiai Tanszék
- Adatelemzési Program
- Angol Tanszék
- Környezeti Iskola
- Szépművészeti Tanszék
- Általános Tanulmányok Program
- Történelem Tanszék
- Nyelvi, Kulturális és Faji Iskola
- Matematikai és Statisztikai Tanszék
- Zeneiskola
- Fizikai és Csillagászati Tanszék
- Politikai, Filozófiai és Közügyi Tanszék
- Pszichológiai Tanszék
- Szociológiai Tanszék
- Nők, Nemek és Szexuális Irányultság Program

## Létesítmények
Az intézmény területén az alábbi létesítmények és laboratóriumok működnek:
- Alkalmazott Tudományok Laboratóriuma
- Biomolekuláris Röntgen-krisztallográfiai Központ
- Digitális Ösztöndíj és Támogatás Központja
- Interdiszplicináris Statisztikai Oktatás és Kutatás Központja
- Anyagkutatási Központ
- Conner Természetrajzi Múzeum
- Közügyi Tanulmányok és Tudományok Osztálya
- Foley Közpolitikai és Közszolgáltatási Központ
- Franceschi Mikroszkópiai és Leképező Központ
- Geoanalitikai Laboratórium
- Nukleáris Tudomány és -Technológia Intézete
- Rázkódásfizikai Intézet
- Meyer’s Point Környezeti Mérőállomás
- Antropológiai Múzeum
- Ownbey Növénygyűjtemény
- Stabil Izotópok Maglaboratóriuma
- Technikai Szolgáltatások